# Ernst Römer
Ernst Römer, eigentlich Ernst Rosenfeld, Pseudonym Ernst Richard, (* 28. Dezember 1893 in Wien, Österreich-Ungarn; † 1974 in Mexiko-Stadt) war ein österreichisch-mexikanischer Dirigent, Musikpädagoge und Komponist.

## Leben
Ernst Römer wurde 1893 als Ernst Rosenfeld in der Wiener Servitengasse geboren. Sein Vater war der Handlungsreisende Max Rosenfeld (* 1861 Neograd; † nach 1925), seine Mutter die Hedwig Rosenfeld, geb. Gellner (* 1872 Jungbunzlau; † 1903 Wien). Er war in Wien Schüler von Guido Adler und Arnold Schönberg. 1921 promovierte er an der Universität Wien mit einer Arbeit über  Johann Baptist Schenk als Opernkomponist zum Dr. phil. Von 1922 bis 1933 war er in Berlin Dirigent am Großen Schauspielhaus und am Staatstheater. Nach der Machtergreifung der Nazis lebte er dann wieder in Wien. Nach dem Anschluss Österreichs 1938 musste er mit seiner Familie nach Mexiko emigrieren, wo er seitdem im Exil lebte und als Dirigent an der Oper in Mexiko-Stadt tätig war. Das Haus des Ehepaares Irma und Ernst Römer war zugleich Treffpunkt („Exilsalon“) von deutschsprachigen Exilanten wie Egon Erwin Kisch, Anna Seghers, Marcel Rubin, Ruth Schönthal oder auch des jungen Plácido Domingo. Im Haus Römer gründete man am 1. November 1941 unter der Präsidentschaft der Schriftstellerin Anna Seghers den Heinrich-Heine-Klub und man plante Konzert- und Theateraufführungen. Besonders verdient machte sich Ernst Römer durch seine Bemühungen um die Werke der österreichischen Moderne. Er dirigierte in Mexiko Werke Gustav Mahlers und Arnold Schönbergs. Ab 1951 unterrichtete er im Konservatorium. 1961 wurde ihm das Goldene Ehrenzeichen für Verdienste um die Republik Österreich verliehen.
Irma Buchwald (* 1894 Wien) heiratete er im Februar 1918 in Wien. Das Paar hatte einen Sohn, den späteren Architekten und Maler Óscar Federico Roemer (geboren als Oskar Fritz Rosenfeld 1933 in Wien; † 2016 Mexiko-Stadt).

## Werke
- Das blaue Hemd von Ithaka. Musik nach Motiven von Jacques Offenbach von Ernst Römer. Text Carl Rössler nach einer Idee von Lion Feuchtwanger. Uraufführung 1931 im Theater im Admiralspalast, Berlin
- Miss Universum: eine Weltreise in Musik in 5 Bildern von Wilhelm Krug, Ralph Maria Siegel und Ernst Römer. Berlin 1932.

## Tondokumente
- Homocord 4-2397 (T.M. 19 411, T.M. 19 412) (A 6.1.28, im Wax 6.9.27)  Potpourri aus Der Mikado (Sullivan). Orchester des Großen Schauspielhauses unter Leitung von Dr. Ernst Römer.
- Electrola E.H.401 (CLR 5709-2, CLR 5710-2) Potpourri a.d.Optte Das Land des Lächelns (Franz Lehár) I und II. Großes Orchester, Dirigent Dr. E. Römer. 1930.